# Cristaria insularis
Cristaria insularis är en malvaväxtart som beskrevs av Rodolfo Amando Philippi. Cristaria insularis ingår i släktet Cristaria och familjen malvaväxter. Utöver nominatformen finns också underarten C. i. johowii.